# Ataenius peregianensis
Ataenius peregianensis är en skalbaggsart som beskrevs av Zdzisława Stebnicka och Henry Fuller Howden 1997. Ataenius peregianensis ingår i släktet Ataenius och familjen Aphodiidae. Inga underarter finns listade.